# Cattedrale di Santa Sofia (Harbin)
La cattedrale di Santa Sofia (哈尔滨圣·索菲亚教堂S; in russo Редактирование Софийский собор?) è una cattedrale di rito ortodosso in stile neobizantino che si trova ad Harbin in Cina. Fu costruita nel 1907 e ampliata tra il 1923 e il 1932. La cattedrale di Santa Sofia di Harbin è la più grande chiesa ortodossa in estremo oriente, con un'altezza di circa 53,3 metri, e una superficie complessiva di oltre 721 metri quadrati. Nel novembre del 1996, la cattedrale di Santa Sofia, è stata inserita nella lista delle Reliquie Culturali più importanti del Paese.